# Wangchuk Gyalpo
Wangchuk Gyalpo foi um Desi Druk do Reino do Butão, reinou só um ano, 1850. Foi antecedido no trono por Tashi Dorji, tendo-lhe seguido Jigme Norbu.